# Sudenburger Brauhaus
 (juillet 2024).
La Sudenburger Brauhaus est une brasserie à Magdebourg.

## Histoire
La Sudenburger Brauhaus est fondée en 1882 par Karl Dummér & Hermann Döring sous le nom de Sudenburger Brauhaus, Dummer & Döring. 150 000 hectolitres de bière sont brassés au cours du premier exercice.
L'entreprise fonctionnera sous ce nom jusqu'à la fin de la Seconde Guerre mondiale. En 1952, l'activité brassicole est poursuivie sous le nom de VVB der Brau- und Malzindustrie, VEB Sudenburger Brauhaus. À partir de 1961, la Sudenburger Brauhaus fait partie de la nouvelle VEB Vereinigte Brauereien Magdeburg sous le nom de "Werk III". La Diamant-Brauerei dans le quartier de Neue Neustadt est devenue "Werk I" et la Börde-Brauerei dans le quartier d'Alte Neustadt est devenue "Werk II".
À partir du milieu des années 1970, seules des boissons non alcoolisées sont produites. Peu de temps après la réunification allemande, la brasserie est complètement fermée et les installations de l'usine sont démolies. Il ne reste aujourd'hui que la double villa des fondateurs de l'entreprise Dummer et Döring à Langen Weg.
Depuis mi-2014, la Magdeburger Getränkekombinat GmbH propose une "bière Sudenburger", initialement brassée à Naila (Haute-Franconie). Depuis août 2017, la bière est à nouveau brassée dans sa propre brasserie de la Brenneckestraße à Magdebourg-Sudenburg.

## Production
- Pils[8]
- Bock[8]
- Helles[8]